# ماجد الحاج
ماجد الحاج (عربی: ماجد الحاج؛ زادهٔ ۶ آوریل ۱۹۸۵) بازیکن فوتبال اهل سوریه است.
از باشگاه‌هایی که در آن بازی کرده‌است می‌توان به باشگاه ورزشی الوحده (سوریه)، باشگاه ورزشی الجیش (سوریه)، و باشگاه ورزشی الرمثا اشاره کرد.
وی همچنین در تیم‌های ملی فوتبال زیر ۲۳ سال سوریه و سوریه بازی کرده‌است.